# Матвеев, Тарас Тарасович
Тара́с Тара́сович Матве́ев (18 февраля 1989, Вязовно, Волынская область, Украина — 10 июля 2020, вблизи села Троицкое, Украина) — украинский журналист, общественный деятель, военный. Герой Украины (2020, посмертно).

## Биография
Тарас Матвеев родился 18 февраля 1989 года в Волынской области, но с детства проживал в Жидачове Львовской области.
После завершения обучения в Жидачовской школе № 1, в 2011 году окончил факультет журналистики Львовском национальном университете им. Ивана Франко, был корреспондентом ТРК «Эра» (2011—2012) и телеканала TVi (2012—2013), блогером в ряде изданий, в частности «Смотри. Инфо», LB.ua, «Львовская мануфактура новостей».
Летом 2015 стал добровольцем Отдельной добровольческой четы «Карпатская Сечь», участвовал в боевых действиях в Песках. В 2015 году был избран депутатом Жидачовской районной рады VII созыва, от Украинской Галицкой партии. Был организатором военно-патриотических учений «Рыцарь Удеч» и Удеч-фестиваля «Ивана Купала».
В сентябре 2018 поступил на курсы лидерства Национальной академии сухопутных войск им. Петра Сагайдачного, окончив которые, получил воинское звание младшего лейтенанта и с декабря 2019 проходил военную службу по контракту на должности командира взвода в 24 отдельной механизированной бригаде. Выполнял задания на взводном опорном пункте «Сармат».
Погиб 10 июля 2020, во время вражеского миномётного обстрела позиций Объединённых сил близ села Троицкое Попаснянского района Луганской области .
После церемоний прощания в Киеве на Майдане Независимости и во Львове, был похоронен в Жидачове.

### Общественная деятельность
Активный участник Евромайдана в составе 3-й сотни Самооборона Майдана. Впоследствии стал сокоординатором «Поисковой инициативы» (организации, разыскивала пропавших людей во время акций протеста), членом общественной организации «Украинская галицкая ассамблея», учредителем общественной организации «Народный легион», активистом движения «Стоп лесоцид».
В 2015—2020 годах был депутатом Жидачовской районной рады.

## Награда
- Звание Герой Украины с вручением ордена «Золотая Звезда» (13 июля 2020, посмертно) — за героизм и личное мужество, проявленные в защите государственного суверенитета и территориальной целостности Украины, самоотверженное служение украинскому народу[3] .

## Память
30 октября 2020, в селе Троицкое Попаснянского района Луганской погибшему Герою Украины, офицеру 24-й отдельной механизированной бригады имени короля Даниила Тарасу Матвееву был открыт памятник. Инициатива установить памятник на территории местной школы, как пример мужества и героизма, принадлежит жителям села .